# Završe pri Grobelnem
Završe pri Grobelnem este o localitate din comuna Šmarje pri Jelšah, Slovenia, cu o populație de 132 de locuitori.